# مركز الديمقراطيين الاشتراكيين
مركز الديمقراطيين الاشتراكيين (بالفرنسية: Centre des démocrates sociaux (CDS)) هو حزب سياسي فرنسي يصنف في يمين الوسط، ذو توجه ديمقراطي مسيحي، تأسس في مؤتمر رين الذي عقد في الفترة من 21 إلى 23 مايو 1976، من خلال اندماج المركز الديمقراطي بقيادة جان ليكانويت (المعارض لشارل ديغول منذ عام 1962 ثم لجورج بومبيدو) ومركز الديمقراطية والتقدم بقيادة جاك دوهاميل.
شكل جزء كبير من أعضائه مجموعة برلمانية مستقلة في الجمعية الوطنية بين عامي 1988 و1993 تحت إسم (اتحاد الوسط) لدعم حكومات يسار الوسط بقيادة ميشيل روكار، إديث كريسون، ثم بيير بيريغوفوي. في مجلس الشيوخ، شكل مجموعة اتحاد الوسط الديمقراطيين التقدميين بين عامي 1976 و1983 ثم اتحاد الوسط ابتداءً من هذا التاريخ. اندمج مع الحزب الديمقراطي الاجتماعي ليصبح قوة ديمقراطية في نوفمبر 1995، بفضل جهود فرانسوا بايرو.
يسعى حزب القوة الأوروبية الديمقراطية، الذي انطلق في عام 2012، إلى تجسيد مكون "الديمقراطيين الاجتماعيين" و"الليبراليين الإنسانيين" داخل الاتحاد الديمقراطي المستقل.